# Sasanka łąkowa
Sasanka łąkowa (Pulsatilla pratensis (L.) Mill.) – gatunek rośliny wieloletniej, należący do rodziny jaskrowatych. Występuje w stanie dzikim w niemal całej Europie (z wyjątkiem Europy Zachodniej). W Polsce w stanie dzikim jest rzadka. Można ją spotkać na niżu oraz w południowym pasie wyżyn.

## Morfologia
ŁodygaSilnie owłosiony długimi, białymi włoskami, wzniesiony głąbik o wysokości 10–20 cm. W czasie dojrzewania owoców wydłuża się do 35 cm.
LiścieOdziomkowe są pierzastosieczne, złożone z długich, wąskich odcinków. Rozwijają się później niż głąbik. Pod kwiatami posiada jeszcze trzy przysadki – siedzące listki podzielone na równowąskie łatki.
KwiatyDzwonkowate, pojedyncze, o długości 3–5 cm, zwieszone. Okwiat złożony z 6 działek o szaro-fioletowym kolorze. Wewnątrz niego liczne słupki i pręciki. Młode pączki są okryte długimi, białymi włoskami.
OwoceNiełupki z długą pierzastą ością, która pełni rolę aparatu lotnego, nasiona rozsiewane są bowiem przez wiatr. W czasie dojrzewania liczne niełupki tworzą charakterystyczny owoc zbiorowy – puszystą kulkę.

## Biologia i ekologia
Bylina, hemikryptofit. Siedlisko: świetliste, suche zbocza, słoneczne obrzeża lasów i zarośli. Kwitnie od marca do kwietnia, czasami powtórnie zakwita jesienią. Roślina nie wytwarza nektaru, ale jest chętnie odwiedzana przez owady dokonujące zapylenia krzyżowego, gdyż wytwarza bardzo dużo pyłku. Nasiona rozsiewane są przez wiatr. Liczba chromosomów 2n = 16, 32.

## Systematyka i zmienność
- Tworzy mieszańce z sasanką otwartą, s. wiosenną i s. zwyczajną[5].

## Zagrożenia i ochrona
Roślina objęta w Polsce ścisłą ochroną gatunkową. W Czerwonej liście roślin i grzybów Polski jest umieszczona w grupie gatunków narażonych na wyginięcie (kategoria zagrożenia VU). 
Źródłem zagrożenia dla tej rośliny jest zarastanie muraw, na których występuje, przez drzewa i krzewy oraz wyższe trawy, a także zaorywanie ich. 
Nie jest jednak poważniej zagrożona, ostatnio nawet rozprzestrzenia się i zajmuje nowe siedliska.